# Ouro Verde do Oeste
Ouro Verde do Oeste es un municipio brasileño del estado de Paraná. Su población estimada en 2010 era de 5.472 habitantes.